# Mediobanca
Mediobanca (Медиобанка) — итальянский инвестиционный банк, основанный в 1946 году по инициативе Раффаэле Маттиоли (ит.) и Энрико Куччиа (ит.) для содействия восстановлению итальянской промышленности после Второй мировой войны. Сегодня это международная банковская группа с офисами в Милане, Франкфурте, Лондоне, Мадриде, Люксембурге, Нью-Йорке и Париже.

## История
Mediobanca был создан для обеспечения среднесрочного финансирования производителей и установления прямой связи между банковским сектором и инвестиционными потребностями реорганизации промышленности после разрушений, вызванных Второй мировой войной. Итальянский закон о банковской деятельности 1936 года установил чёткое разделение между краткосрочным, среднесрочным и долгосрочным финансированием; основные банки выбрали специализацию на краткосрочных ссудах; существовало учреждение, которое занималось финансированием размещения компаний, желающих получить листинг на фондовой бирже. Помимо предоставления консолидированных ссуд под депозитные сертификаты и сберегательные книжки, Mediobanca расширила свою деятельность по размещению облигаций и акций, выпущенных итальянскими компаниями. Опыт, накопленный банком, позволил ему быстро занять лидирующую позицию в области инвестиционного банкинга в Италии. В середине 1950-х годов Mediobanca заключил соглашения с важными иностранными партнёрами (Lazard Group, Berliner Händel-Gesellschaft (ит.), Lehman Brothers, Sofin (ит.)), которые позволили банку играть роль на международном рынке, и в 1956 году получить листинг на фондовой бирже.
С момента своего основания Mediobanca работала в областях обеспечения кредитного рынка, таких как доверительное управление (1948 год с Spafid), содействие международной торговле (через торговые компании, в основном работавшие между Италией и Африкой в середине 1950-х годов), потребительское кредитование (в 1960 году через компанию Compass, которая была создана десятью годами ранее для разработки новых инициатив с промышленными партнёрами), аудит (1961 год с Reconta, первой итальянской аудиторской фирмой), лизинговые операции (1970 год с Selma). Размещение ценных бумаг итальянских компаний на внутреннем рынке и за рубежом привело к приобретению небольших холдингов, которые со временем выросли, реинвестируя часть прибыли. Они стали основной реальной инвестицией банка в защиту его капитала. Эти пакеты способствовали удержанию основных клиентов, наиболее важными из которых были Assicurazioni Generali, Montedison, SNIA Viscosa (ит.), Pirelli и Fiat. В 1963 году, вместе с другими банками и финансовыми учреждениями, Mediobanca руководила формированием первого синдиката акционеров, который вмешался в капитал компании Olivetti с целью пересмотра её стратегических покупок в нескольких случаях, когда акции Generali привели к тому, что банк стал крупнейшим акционером. Было проведено множество не менее важных операций с Montedison, Fiat, SNIA Viscosa и Italcementi. Эти и другие компании, работавшие с Mediobanca, обычно назывались «Северной галактикой».
Когда был создан Mediobanca, акционеры уполномочили Энрико Куччиа действовать, руководствуясь собственными суждениями, и он ограждал банк от политического влияния, которое постепенно влияло на IRI (ит.), государственную организацию, которая контролировала три итальянских банка национального интереса, которые были мажоритарными акционерами Mediobanca. В 1982 году начался период интенсивных трений с IRI под председательством Романо Проди, когда трём банкам было приказано прекратить действие мандата Куччиа. Он подал в отставку с поста генерального менеджера, будучи избранным в совет директоров акционерами Lazard, в то время как Mediobanca продолжал управляться двумя его доверенными помощниками: Сильвио Салтери в качестве генерального директора и Винченцо Маранги, его общепризнанным «преемником». В 1988 году, когда президентом стал Антонио Макканико, конфликт был урегулирован, и банк был приватизирован путём создания синдиката акционеров с равным представительством банковских групп (первоначально трёх банков-основателей) и частных групп. При этом должность генерального директора перешла к Винченцо Маранги, а Куччиа принял стал почётным президентом, сохраняя символическое присутствие в банке и давая стратегические консультации. Следующим на посту стал Франческо Чингано, преемник Маттиоли в Banca Commerciale Italiana (ит.).
Новый итальянский закон о банковской деятельности, принятый в 1993 году, отменил требование о специализации, позволяющее обычным банкам выходить на рынок среднесрочных / долгосрочных кредитов, и породил серию проблем между Mediobanca и его банковскими партнёрами, которые перестали быть практически эксклюзивным каналом для размещения срочных депозитов и облигаций. В меняющемся контексте финансовых рынков в начале 1990-х годов Mediobanca эволюционировал, более активно участвуя в инвестиционно-банковских операциях, значительно диверсифицируясь в частном банковском бизнесе и расширяя сферу потребительского кредитования, наконец, развивая международное присутствие. В 1990-х годах он был одним из основных участников итальянской программы приватизации крупных государственных предприятий (крупнейшие операции касались Telecom Italia, Enel, Banca di Roma и Banca Nazionale del Lavoro (ит.)), а также участвовал в зарубежных программах в Великобритании, Франции, Германии и Испании.
Последним и, возможно, самым большим переворотом стала его решающая роль в поглощении в 1999 году Telecom Italia Olivetti. Решение о сделке было принято с минимальным перевесом — 51 % акционеров проголосовали за сделку. Под руководством Куччиа, которое продлилось до его смерти в 2000 году, банк был охарактеризован как «секретный»: встречи с аналитиками или интервью со СМИ не разрешались.
Смерть Энрико Куччиа в июне 2000 года обострила напряжённость в отношениях с акционерами банков из-за конфликта интересов, конкуренции на одних и тех же рынках и враждебности центрального банка к руководству Mediobanca. В апреле 2003 года Винченцо Маранги согласился уйти в отставку при сохранении независимости банка. Это было достигнуто путём повышения двух его помощников, Альберто Нагеля и Ренато Пальяро, на руководящие должности. Они более интенсивно развивали рыночные операции, уменьшая вес исторических пакетов акций (некоторые из которых, например Fiat, были проданы). Они также достигли проникновения на основные зарубежные рынки, где присутствие банка было установлено через местные профессиональные команды. С запуском Che Banca! в 2008 году, операции в сегменте розничного банкинга расширились, создав модель многоканального распределения (интернет, колл-центры, отделения), способного обеспечить значительные потоки депозитов. В то время как годы, последовавшие сразу после отставки Маранги, повлекли за собой назначение внешних президентов (Габриэле Галатери и Чезаре Джеронци), последующие события восстановили все условия, гарантирующие независимость организации, в руководстве которой сегодня находятся Альберто Нагель (генеральный директор) и Ренато Пальяро (президент).

## Деятельность
Основные подразделения:
- Потребительский банкинг — выручка 1,07 млрд евро.
- Управление частным капиталом — выручка 584 млн евро.
- Корпоративный и инвестиционный банкинг — выручка 575 млн евро.
- Инвестиции — пакеты акций компаний Assicurazioni Generali (12,9 % акций стоимостью 3,2 млрд евро), HTC&S и других; выручка 313 млн евро[2].

Активы на конец июня 2020 года (конец 2019—20 финансового года банка) составили 79 млрд евро, из них 47 млрд пришлось на выданные кредиты; источником капитала служат депозитные вклады клиентов (24 млрд евро) и выпуск облигаций (18 млрд евро).